# Círculo de Alta Sajonia
El Círculo de Alta Sajonia (en alemán: Obersächsischer Reichskreis) fue un círculo imperial del Sacro Imperio Romano Germánico, creado en 1512.
El círculo era dominado por el electorado de Sajonia (el director del círculo) y el electorado de Brandeburgo. Posteriormente también comprendió los Ducados Ernestinos sajones y Pomerania. Lusacia, que cayó en manos de Sajonia por la Paz de Praga el año 1635, nunca perteneció al círculo.

## Composición
El círculo estaba compuesto de los siguientes Estados:
| Nombre                    | Tipo de entidad | Comentarios |
| ------------------------- | --------------- | --- |
| Anhalt                    | Principado      | Emergió del Ducado de Sajonia en 1212, reunido bajo la Casa de Ascania en 1570, dividido en Anhalt-Dessau, Anhalt-Bernburg, Anhalt-Köthen y Anhalt-Zerbst desde 1603  |
| Barby                     | Condado         | Inmediación imperial en 1497, cayó en manos de la rama Sajonia-Weissenfels de la Casa electoral de Wettin en 1659                                                     |
| Brandeburgo               | Electorado      | Margraviato creado en 1157, Príncipe elector desde 1356 |
| Cammin                    | Obispado        | Territorio secular de la diócesis fundada en 1140, bajo el señorío de Pomerania, principado desde 1545                                                                |
| Gernrode                  | Abadía          | Abadía imperial establecida en 961 por el rey Otón I, mantenida por la Casa de Ascania desde 1616                                                                     |
| Hatzfeld-Gleichen         | Condado         | Creado en 1631, principado desde 1741, cayó en manos del Maguncia en 1794                                                                                             |
| Hohnstein                 | Condado         | Territorio en torno a Scharzfeld y Lauterberg, línea extinta en 1593, cayó en manos de Brunswick-Grubenhagen                                                          |
| Lohra y Klettenberg       | Señorío         | Mantenido por los Condes de Hohnstein, cayó en manos de Halberstadt en 1593, administrado por Brunswick-Wolfenbüttel                                                  |
| Mansfeld                  | Condado         | Creado en 1069 por el rey Enrique IV, absorbido por Sajonia en 1579                                                                                                   |
| Pomerania                 | Ducado          | Gobernado por la Casa de Griffins, internamente dividido entre 1532 y 1625, Pomerania Sueca desde 1637 en adelante, Pomerania Oriental de Brandenburgo-Prusia en 1653 |
| Quedlinburg               | Abadía          | Fundada en 936 por el rey Otón I, ocupada por Brandeburgo-Prusia en 1698                                                                                              |
| Querfurt                  | Principado      | Antiguo señorío, perteneció a la Casa Sajona de Wettin desde 1635, mantenido por Sajonia-Weissenfels desde 1656–1746                                                  |
| Reuss                     | Condado         | Creado hacia 1080 por el rey Enrique IV, fue repartido en 1564 entre la línea mayor de Reuss en Greiz (principado desde 1778) y la línea menor en Gera                |
| Sajonia                   | Electorado      | Sucesora de Sajonia-Wittenberg desde 1356, mantenida por la Casa de Wettin desde 1423                                                                                 |
| Sajonia-Weimar            | Ducado          | Ducado Ernestino de Witten creado en 1572 |
| Sajonia-Altenburg         | Ducado          | Ducado Ernestino de Wettin segregado de Sajonia-Weimar en 1602, heredado por Sajonia-Gotha en 1672                                                                    |
| Sajonia-Gotha             | Ducado          | Ducado Ernestino de Wettin segregado de Sajonia-Weimar en 1640, Sajonia-Gotha-Altenburgo desde 1672                                                                   |
| Sajonia-Coburgo           | Ducado          | Ducado Ernestino de Wettin creado en 1572 como Sajonia-Coburg-Eisenach, Sajonia-Coburgo-Saalfeld desde 1725                                                           |
| Sajonia-Eisenach          | Ducado          | Ducado Ernestino de Wettin segregado de Sajonia-Coburg en 1596, unión personal con Sajonia-Weimar desde 1741                                                          |
| Schönburg                 | Condado         | Varios territorios, inmediación imperial en 1182, adquirida por Sajonia en 1740                                                                                       |
| Schwarzburg               | Condado         | Unido bajo la Casa de Schwarzburgo 1538-1583 |
| Schwarzburg-Rudolstadt    | Condado         | Subdivisión creada en 1599, elevada a principado en 1697 |
| Schwarzburg-Sondershausen | Condado         | Subdivisión creada en 1599 como Schwarzburg-Arnstadt, elevada a principado en 1697/1710                                                                               |
| Stolberg                  | Condado         | Stolberg-Stolberg desde 1548, bajo supremacía de Sajonia desde 1738                                                                                                   |
| Stolberg-Rossla           | Condado         | Segregado de Stolberg-Stolberg en 1706, bajo supremacía de Sajonia desde 1738                                                                                         |
| Walkenried                | Abadía          | Fundada en 1127, cayó en manos de Brunswick-Wolfenbüttel en 1648 |
| Wernigerode               | Condado         | Mantenido por Stolberg desde 1429, Stolberg-Wernigerode desde 1645, bajo supremacía prusiana desde 1714                                                               |